# Маршал (Аљаска)
Маршал (енгл. Marshall) град је у америчкој савезној држави Аљаска.

## Демографија
По попису из 2010. године број становника је 414, што је 65 (18,6%) становника више него 2000. године.
| Група             | 2000.    | 2010.     |
| Белци             | 6 (1,7%) | 10 (2,4%) |
| Афроамериканци    | 0 (0,0%) | 0 (0,0%)  |
| Азијати           | 0 (0,0%) | 1 (0,2%)  |
| Хиспаноамериканци | 1 (0,3%) | 1 (0,2%)  |
| Укупно            | 349      | 414       |